# Kurowo (gromada w powiecie sierpeckim)
Kurowo – dawna gromada, czyli najmniejsza jednostka podziału terytorialnego Polskiej Rzeczypospolitej Ludowej w latach 1954–1972.
Gromady, z gromadzkimi radami narodowymi (GRN) jako organami władzy najniższego stopnia na wsi, funkcjonowały od reformy reorganizującej administrację wiejską przeprowadzonej jesienią 1954 do momentu ich zniesienia z dniem 1 stycznia 1973, tym samym wypierając organizację gminną w latach 1954–1972.
Gromadę Kurowo z siedzibą GRN w Kurowie utworzono – jako jedną z 8759 gromad na obszarze Polski – w powiecie sierpeckim w woj. warszawskim, na mocy uchwały nr VI/10/19/54 WRN w Warszawie z dnia 5 października 1954. W skład jednostki weszły obszary dotychczasowych gromad Kozice, Kurówko, Lisice Folwark, Myszewo-Myszki i Zglenice Duże (z wyłączeniem terenu o powierzchni 23 ha, którego południowa granica biegnie od południowo-zachodniej granicy dotychczasowej gromady Zglenice Duże w kierunku wschodnim o długości 690 metrów, po czym na północ od drogi wiodącej do wsi Dobaczewo, następnie tą drogą w kierunku na zachód, po czym zmienia kierunek na południe wzdłuż granicy dotychczasowej gromady Zglenice Duże) ze zniesionej gminy Lisewo oraz obszary dotychczasowych gromad Kręćkowo, Ostrowy i Wilkowo ze zniesionej gminy Białyszewo w tymże powiecie(). Dla gromady ustalono 13 członków gromadzkiej rady narodowej.
31 grudnia 1959 z gromady Kurowo wyłączono (a) wsie Ostrowy, Wilkowo, Kręćkowo i Kuniewo, włączając je do gromady Gójsk oraz (b) wsie Zglenice Duże, Zglenice Małe i Romatowo-Myszki, włączając je do gromady Mochowo w tymże powiecie, po czym gromadę Kurowo zniesiono a jej (pozostały) obszar włączono do gromady Gozdowo tamże.